# Hedč
Hedč (polsky Giecz [gječ]) je vesnice v Polsku, Velkopolské vojvodství. V současnosti zde žije asi 140 obyvatel.
V blízkosti se nachází hradiště, což je jedno z nejstarších a nejvýznamnějších středisek souvisejících s počátky polského státu. Hedč byla pravděpodobně rodovým sídlem prvních Piastovců. V roce 1039 byla bez odporu dobyta českým knížetem Břetislavem I. Podrobný popis uvádí ve své kronice Kosmas. Hedčané, obyvatelé hradiště a okolních osad, byli jako zajatci odvedeni do Čech, kde osídlili dosud neosídlená území (vnitřní kolonizace, mj. Hedčany), a hradiště bylo spáleno.
Podle nejnovějších výzkumů první stále osady na území hradiště (Grodziszczko, Hradišťko) a těsném sousedství vznikly na přelomu 8. a 9. století. V tomto období byl tento terén poloostrovem ze tří stran obklopen vodami dnes již neexistujícího jezera. Druhá osada se nacházela jižněji na břehu nedaleké řeky Moskawy. V 60. letech 9. století je nahradilo hradiště v severní části Hradišťka. Archeologické výzkumy ukazují, že to bylo opevněné území na půdorysu kruhu nebo elipsy o poloměru asi 45 m podobné dalším kmenovým hradištím ve Velkopolsku.

## Galerie

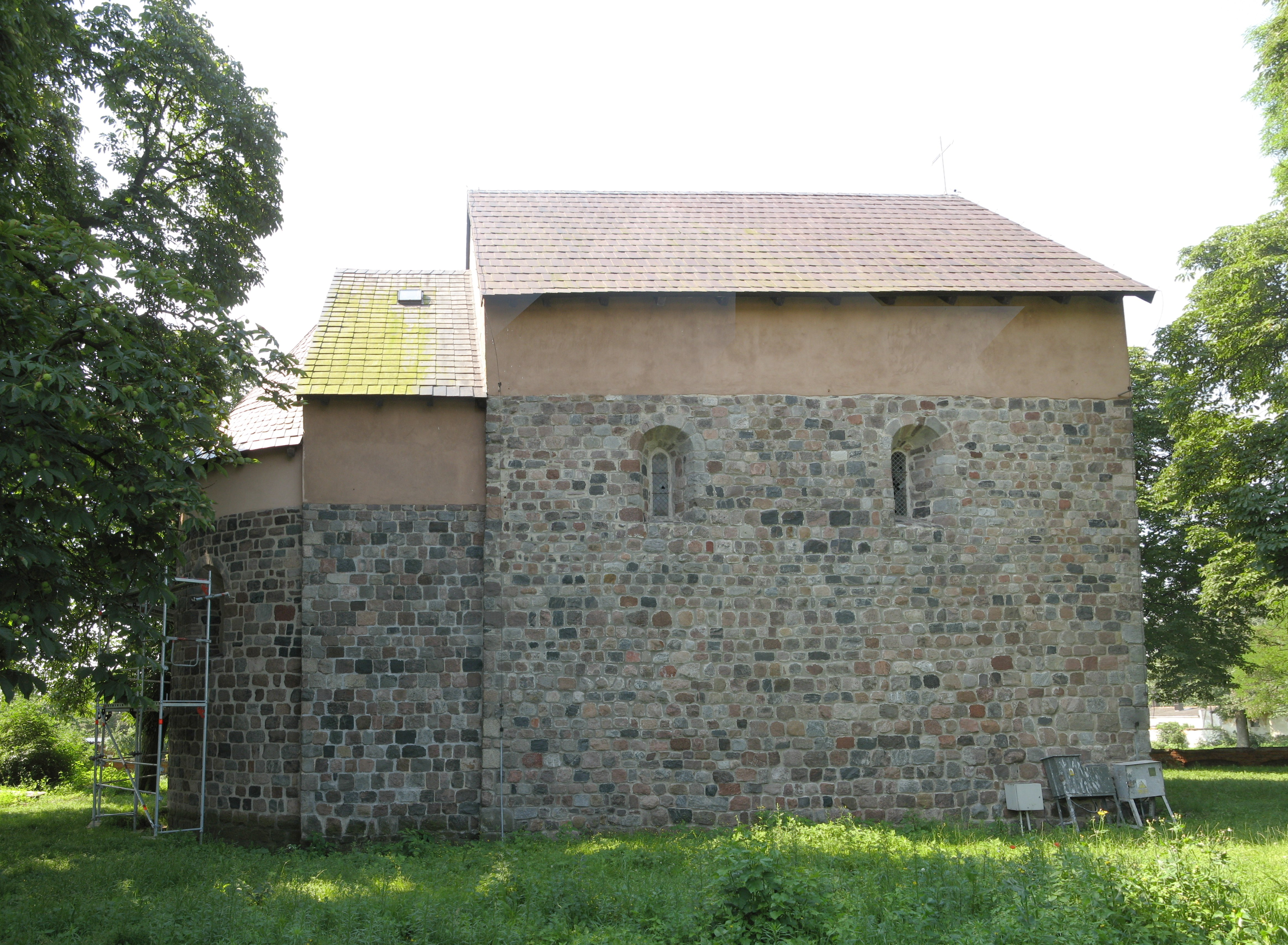
Kostel sv. Mikuláše a nanebevzetí Panny Marie
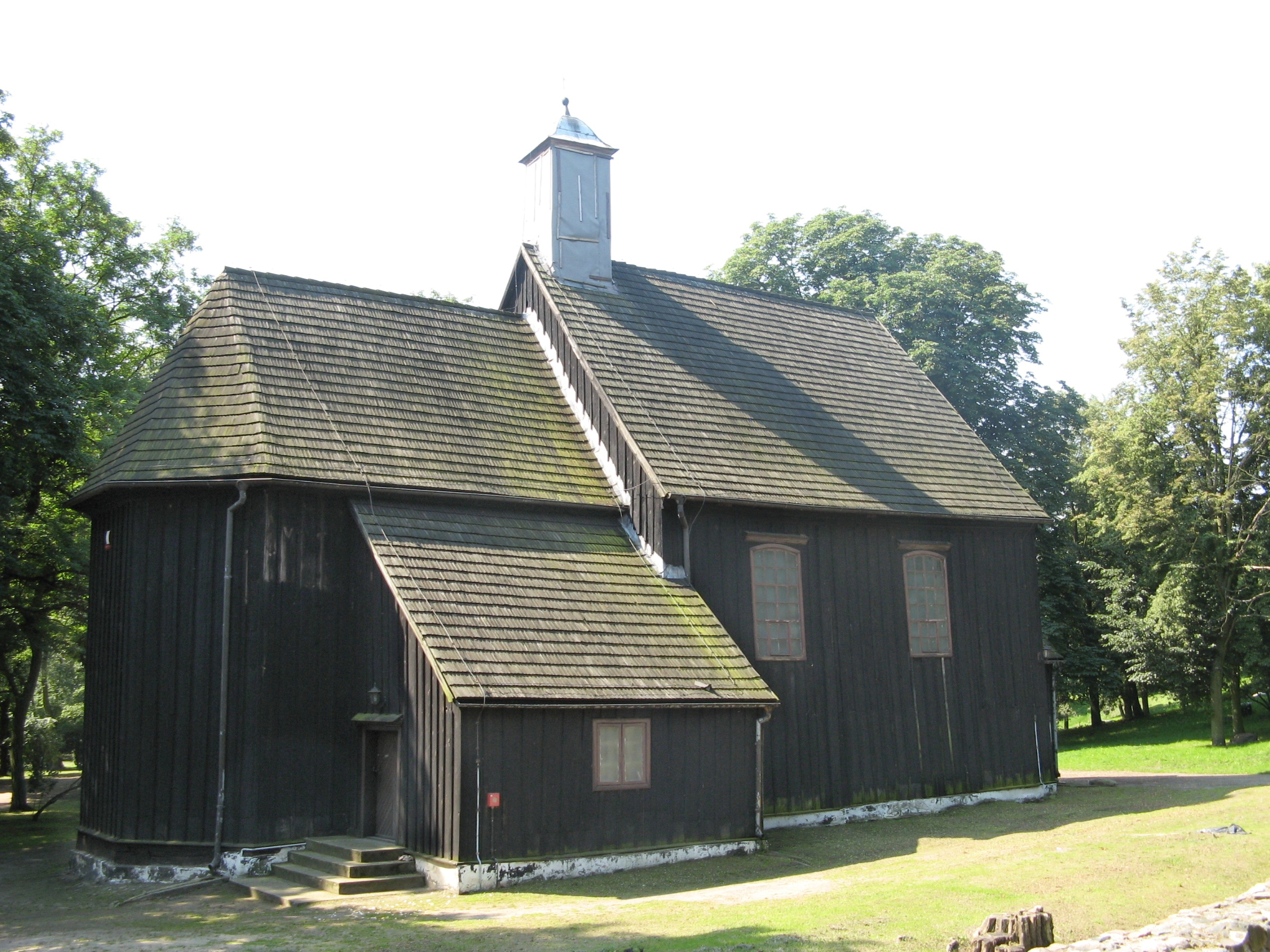
Kostel sv. Jana Křtitele v areálu hradiště
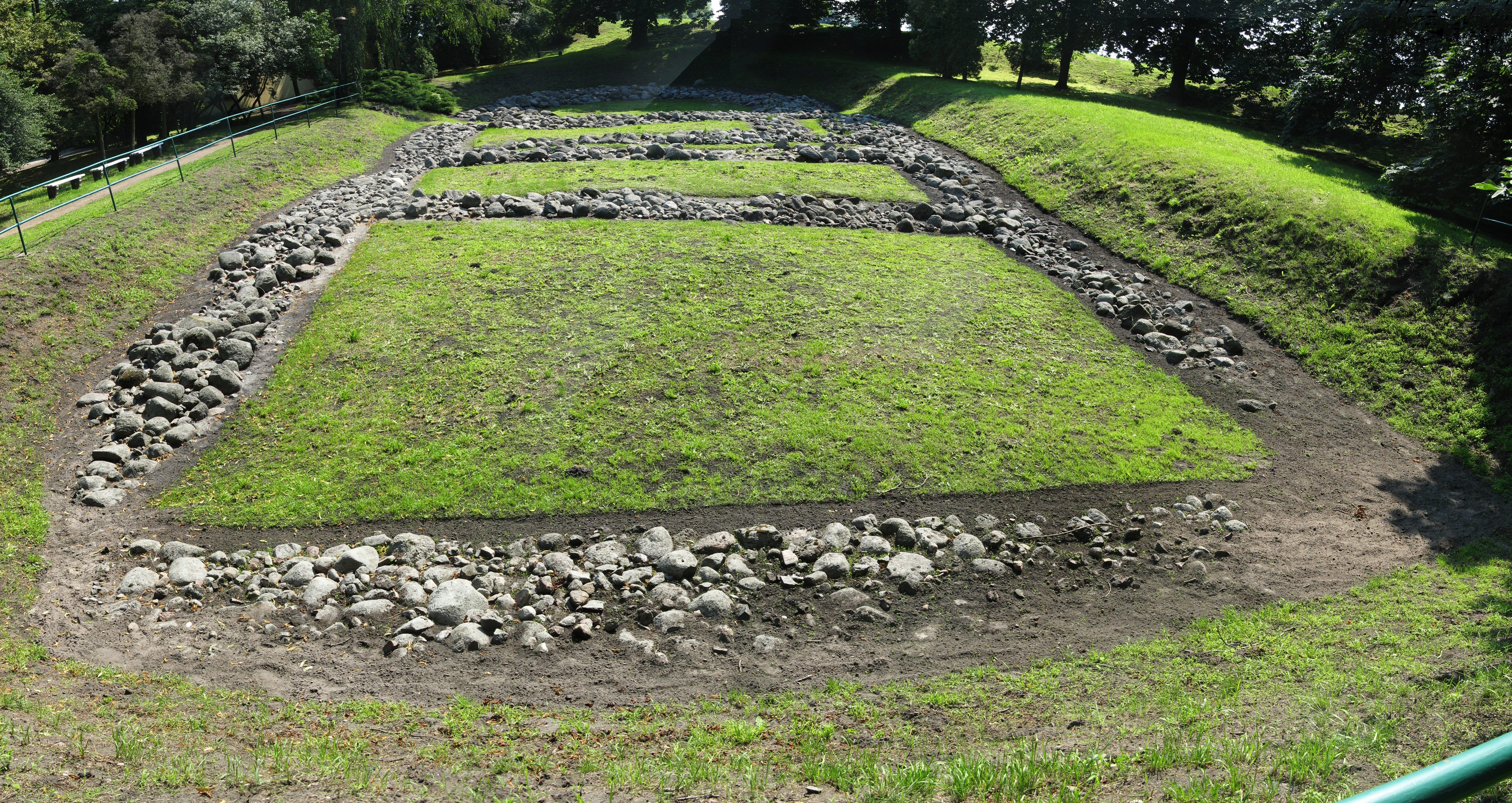
Základy paláce a rotundy na hradišti